# 1986-os magyar öttusabajnokság
Az 1986-os magyar öttusabajnokságot Székesfehérváron, szeptember 3. és 7. között rendezték meg. A viadalt Fábián László nyerte meg, akinek ez volt a harmadik egyéni bajnoki címe. A csapatversenyt Budapesten rendezték és a Bp. Honvéd nyerte.
A nők versenyeit egyszerre rendezték meg Győrben. Az egyéni bajnokságot Tulok Andrea, a csapatbajnokságot a Győri ÁÉV nyerte.

## Eredmények

### Férfiak

#### Egyéni
| Hely | Név            | Klub          | Eredmény |
| ---- | -------------- | ------------- | -------- |
| 1.   | Fábián László  | Bp. Honvéd    | 5599     |
| 2.   | Mizsér Attila  | Újpesti Dózsa | 5556     |
| 3.   | Bárdi Róbert   | Újpesti Dózsa | 5332     |
| 4.   | Tóth Levente   | Bp. Honvéd    | 5307     |
| 5.   | Pajor Gábor    | Csepel SC     | 5229     |
| 6.   | Balaska Zsolt  | Újpesti Dózsa | 5217     |
| 7.   | Martinek János | Bp. Honvéd    | 5211     |
| 8.   | Dobi Lajos     | Csepel SC     | 5210     |
| 9.   | Korom László   | Csepel SC     | 5193     |
| 10.  | Divéky Gábor   | Bp. Honvéd    | 5088     |

#### Csapat
| Hely | Név                                                            | Klub          | Eredmény |
| ---- | -------------------------------------------------------------- | ------------- | -------- |
| 1.   | Buzgó József, Martinek János, Fábián László, Molnár Gábor      | Bp Honvéd     | 21 131   |
| 2.   | Dobi Lajos, Kéri László, Pajor Gábor, Pál                      | Csepel SC     | 20 987   |
| 3.   | Bárdi Róbert, Mizsér Attila, Balaska Zsolt, Kálnoki Kis Attila | Újpesti Dózsa | 20 600   |
| 4.   |                                                                | Eger SE       | 19 059   |
| 5.   |                                                                | Alba Volán    | 17 553   |
| 6.   |                                                                | MAFC          | 17 125   |

### Nők

#### Egyéni
| Hely | Név              | Klub      | Eredmény |
| ---- | ---------------- | --------- | -------- |
| 1.   | Tulok Andrea     | Győri ÁÉV | 5260     |
| 2.   | Emhő Réka        | Csepel SC | 5076     |
| 3.   | Heilig Anita     | Győri ÁÉV | 4956     |
| 4.   | Szigeti Erika    | Csepel SC | 4949     |
| 5.   | Váradi Gabriella | MAFC      | 4901     |
| 6.   | Éder Rita        | Csepel SC | 4839     |

#### Csapat
| Hely | Név                                     | Klub      | Eredmény |
| ---- | --------------------------------------- | --------- | -------- |
| 1.   | Eőri Dianna, Heilig Anita, Tulok Anita  | Győri ÁÉV | 14 954   |
| 2.   | Emhő Réka, Szigeti Erika, Éder Rita     | Csepel SC | 14 864   |
| 3.   | Váradi Gabriella, Fekete Mónika, Szeles | MAFC      | 13 293   |